# Aleksej Zjemtjuzjnikov

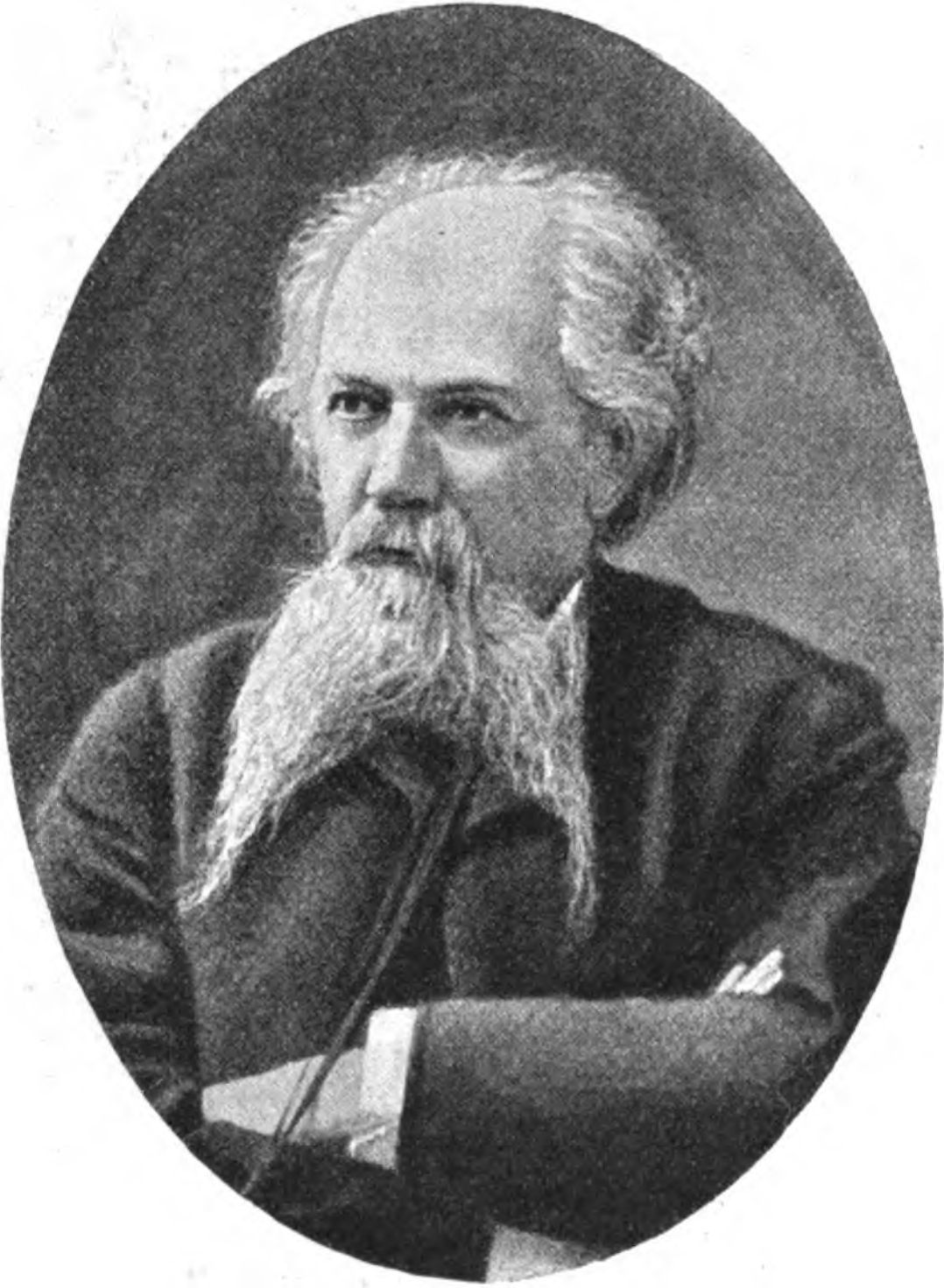
Aleksej Zjemtjuzjnikov

Aleksej Michailovitj Zjemtjuzjnikov (ryska: Алексей Михайлович Жемчужников), född 22 februari (gamla stilen: 10 februari) 1821 i Potjep, död 7 april (gamla stilen 25 mars) 1908 i Tambov, var en rysk skald.
Zjemtjuzjnikov började sin bana som ämbetsman i senaten och riksrådet, men avbröt vid 37 års ålder frivilligt sin lovande karriär och tillbringade resten av sitt liv som privatman, dels på resor i utlandet, dels i lugn och ro ute på ryska landsbygden. Han skrev på 1850- och 1860-talen dels några små, föga uppmärksammade komedier i Alfred de Mussets stil, dels en del till dagspolitiken knuten poesi i salongsliberal anda. 
En verklig roll inom den ryska skaldekonsten kom Zjemtjuzjnikov att spela först på ålderdomen. Den politiska reaktionens och den samhälleliga apatins inträde på 1880-talet uppkallade honom, då redan 60-årig, till tidtals rätt livlig produktivitet, och då han därvid, huvudsakligen i satirisk form, uppträdde som "gamla glömda sanningars härold" gentemot tidens håglösa kapitulation inför förtrycket, vann hans diktning djupare klang och mäktigare patos. 
Sin första diktsamling utgav Zjemtjuzjnikov vid 71 års ålder, då han till ett helt, Stichotvorenija (Dikter; 1892), sammanförde 40 års produktion, kringströdd i olika tidningar och tidskrifter. Denna diktsamling följdes av Pésni starosti (Ålderdomens sånger; 1900) och Prostjalnyja pésni (Avskedssånger; 1908), som vid sidan av politiska satirer rymmer även en del lyriska dikter, bland annat känsliga stämningar inför den annalkande döden.